# Acmeismo
L'acmeismo è un movimento letterario russo che nato nel 1910 ebbe termine alla fine della seconda guerra mondiale. 

## Nome
Il suo nome deriva dal greco acmé (culmine). Nacque in opposizione al simbolismo, sviluppando una diversa tematica e un nuovo stile espressivo fondati sulla chiarezza rappresentativa, sulla concretezza dei contenuti e sullo studio dei valori formali del verso. 

## Storia
Per quanto lontana dai vizi dell'accademismo, complessivamente la poesia degli acmeisti, che nei suoi migliori rappresentanti toccò grande dignità, si potrebbe definire neoclassica. Capofila del gruppo fu Nikolaj Stepanovič Gumilëv che con Sergej Mitrofanovič Gorodeckij firmò alla rivista Apollon (1912) il manifesto del movimento; accanto a questi, Anna Achmatova, moglie di Gumilëv, Osip Mandel'štam e Michail Kuzmin ne furono le personalità più eminenti. 
L'acmeismo, che non poté tenere il passo con gli avvenimenti determinati dalla rivoluzione russa per l'inadeguatezza delle sue componenti ideologiche, battuto in breccia tra l'altro dal futurismo, rappresenta, ancor più di una scuola, il momento drammatico di una generazione poetica che nella letteratura russa segna il superamento del simbolismo e precede il non meno interessante e complesso capitolo della letteratura dell'emigrazione. 
L'acmeismo fu legato alla corporazione dei poeti "La Gilda dei poeti" (Цех роэтов, Ceh poètov), nata nel 1911 e orbitante intorno alla rivista Apollon.
Il nome del movimento, che vuole significare il punto estremo della lucidità espressiva, si alterna con quello di "adamismo", più propriamente voluto da Gumilëv e inteso a significare l'intento vigoroso e genuino di una coscienza poetica ferma e chiara.